# Det indre kaos under kontrol
|  | Denne artikel er oprettet af botten Steenthbot ud fra en ekstern database. Den kan derfor have sproglige fejl eller mangler. Denne skabelon kan fjernes efter kontrol af indholdet. |

Det indre kaos under kontrol er en dansk dokumentarfilm fra 1999 instrueret af Stine Korst efter eget manuskript.

## Handling
Filmen tegner et varmt portræt af fem unge med spiseforstyrrelser. De har alle lidt eller lider af anoreksi, tvangsspisning eller bulimi, og fortæller om hvordan spiseforstyrrelsen startede, hvordan den tog overhånd, hvor svært det er at komme ud af det igen, og hvordan hver dag er en kamp mest mod sig selv.